# Laila Shawa
Laila Shawa (tiếng Ả Rập: ليلى الشوا, sinh năm 1940 - mất ngày 24 tháng 10 năm 2022), là một nghệ nhân người Palestine. Các tác phẩm của bà là sự phản ánh của cá nhân liên quan đến chính trị của đất nước bà, đặc biệt nhấn mạnh đến sự bất công và sự khủng bố. Bà là một trong những nghệ sĩ nổi bật và có nhiều đóng góp nhất cho nền nghệ thuật cách mạng Ả Rập đương đại. Là một người Palestine sống ở Dải Gaza trong những năm tháng ấu thơ và là con gái của Rashad al-Shawa, một nhà hoạt động và thị trưởng của Gaza từ năm 1971 đến 1982, tư duy cách mạng của Shawa đã được hình thành từ khi còn nhỏ. Thường thì các tác phẩm nghệ thuật của bà đều được in trên lụa. Tác phẩm của bà đã được triển lãm trên quốc tế và được trưng bày ở nhiều nơi, như Bảo tàng Anh, và các bộ sưu tập tư nhân.

## Thuở thiếu thời
Laila Shawa sinh ra tại Gaza vào năm 1940, 8 năm trước khi Palestine chính thức trở thành một quốc gia cùng với Nhà nước Israel. Shawa được giáo dục khá tốt; bà theo học trường nội trú tại Học viện Nghệ thuật Leonardo da Vinvi tại Cairo từ năm 1957 đến năm 1958. Sau đó bà chuyển đến học tại Học viện Mỹ thuật ở Roma từ năm 1958 đến năm 1964; trong suốt mùa hè, bà học tại Salzburg.
Năm 1965, sau khi học xong, Laila Shawa quay trở lại Gaza và điều hành các lớp học nghệ thuật và thủ công ở một số trại tị nạn. Sau đó, bà tiếp tục dạy một lớp nghệ thuật trong vòng một năm với chương trình giáo dục của UNESCO. Năm 1967, bà chuyển đến thủ đô Beirut, Liban và trở thành một họa sĩ. Sau khi Nội chiến Liban nổ ra, bà một lần nữa quay trở về quê hương Gaza, và với sự hỗ trợ của cả cha và chồng, Shawa thành lập Trung tâm văn hóa Rashad Shawa.